# Félix Delastelle
Felix Marie Delastelle (1840. január 2. – 1902. április 2.) francia matematikus, kriptográfus, akinek a nevéhez fűződik több poligrafikus helyettesítő rejtjel kidolgozása, így a bifid-rejtjelé, a trifid-rejtjelé és a négynégyzet-rejtjelé.
Delastelle négynégyzet-rejtjelről szóló munkáját 1901-ben adták ki, bár néhány ötletével már 1859-ben megelőzte őt Pliny Chase amerikai matematikus-asztronómus.